# Alain Parisot
Pour les articles homonymes, voir Parisot.
Alain Parisot, né le 3 janvier 1964 à Arbois,, est un coureur cycliste français. Durant sa carrière,  il participe à des compétitions sur route et sur piste. 

## Biographie
Ancien membre de l'équipe de France amateurs, Alain Parisot a été licencié au CC Wasquehal. En 1988 et 1989, il termine troisième du championnat de France de demi-fond. Il a également évolué au niveau professionnel en 1986 au sein de la formation Kas.

## Palmarès

### Palmarès sur route
- 1985
  - Tour de la Moyenne Alsace
  - 3e du Critérium du Printemps
  - 3e du Tour de Franche-Comté
- 1987
  - Grand Prix de Pérenchies

### Palmarès sur piste
- 1988
  - 3e du championnat de France de demi-fond
- 1989
  - 3e du championnat de France de demi-fond